# Divizia 12 Infanterie (1916-1918)
Divizia 12 Infanterie a fost o mare unitate de nivel tactic care s-a constituit la 27 august 1916, prin mobilizarea unităților de rezervă din compunerea Comandamentului II Teritorial: Regimentul 44 Infanterie - (Pitești), Regimentul 68 Infanterie - (Găești), Regimentul 62 Infanterie - (Târgoviște), Regimentul 70 Infanterie - (Muscel), Regimentul 45 Infanterie - (Giurgiu), Regimentul 60 Infanterie - (Turnu Măgurele), Regimentul 46 Infanterie - (București), Regimentul 61 Infanterie - (Ilfov) și Regimentul 22 Artilerie.:p. 69
Divizia  a făcut parte din organica Corpului II Armată. La intrarea în război, Divizia 12 Infanterie a fost comandată de generalul de brigadă Traian Găiseanu. Divizia a participat la acțiunile militare pe frontul românesc, pe toată perioada războiului, între 27 august 1916 - 11 noiembrie 1918. 

## Ordinea de bătaie la mobilizare

### Campania anului 1916
La declararea mobilizării, la 27 august 1916, Divizia 12 Infanterie a făcut parte din compunerea de luptă a  Armatei 1, alături de Corpul I Armată și Divizia 13 Infanterie. Armata 1 era comandată de generalul de divizie Ioan Culcer.
Ordinea de bătaie a diviziei era următoarea:

- Divizia 12 Infanterie

- Brigada 23 Infanterie

- Regimentul 44 Infanterie
- Regimentul 68 Infanterie

- Brigada 24 Infanterie

- Regimentul 62 Infanterie
- Regimentul 70 Infanterie

## Reorganizări pe perioada războiului
În prima jumătate a anului 1917, Divizia 12 Infanterie s-a reorganizat în spatele frontului. Divizia a fost inclusă în compunerea de luptă a Corpului II Armată, alături de Divizia 1 Infanterie și Divizia 3 Infanterie. Corpul II Armată era comandat de generalul de brigadă Arthur Văitoianu, eșalonul ierarhic superior fiind Armata 2.
Ordinea de bătaie a diviziei era următoarea::p. 192>

- Divizia 12 Infanterie

- Brigada 23 Infanterie

- Regimentul 45/60 Infanterie
- Regimentul 46/61 Infanterie

- Brigada 24 Infanterie

- Regimentul 44/68 Infanterie
- Regimentul 62/70 Infanterie

- Brigada 12 Artilerie

- Regimentul 22 Artilerie
- Regimentul 27 Obuziere

- Compania divizionară de mitraliere
- Divizionul de cavalerie
- Batalionul 12 Pionieri

## Comandanți
Pe perioada desfășurării Primului Război Mondial, Divizia 12 Infanterie a avut următorii comandanți:
| Gradul             | Numele            | Perioada                             | Imagine |
| ------------------ | ----------------- | ------------------------------------ | ------- |
| General de brigadă | Traian Găiseanu   | 15 august 1916 - 24 decembrie 1916   |         |
| Colonel            | Ioan Anastasiu    | 24 decembrie 1916 - 21 ianuarie 1917 |         |
| General de brigadă | Traian Moșoiu     | 21 ianuarie 1917 - 22 mai 1918       |         |
| General de brigadă | Nicolae Rujinschi | 22 mai 1918 - 28 octombrie 1918      |         |